# Santa Maria d'Ossea
Santa Maria d'Ossea és una edificació religiosa que forma part de l'Inventari del Patrimoni Arquitectònic Català de Navès (Solsonès).
Es troba al nord del nucli de Navès i al marge dret de l'Aigua d'Ora, a tocar de la masia de Can Feliu, formant angle recte amb la façana sud de la masia, de la que queda separada uns metres. S'hi accedeix des de la nova carretera de la Vall d'Ora que s'inicia al km. 119,4 de la C-26 (de Solsona a Berga)(41° 59′ 41″ N, 1° 39′ 01″ E / 41.994642°N,1.650209°E). Transcorreguts uns 600 metres de la dita carretera es pren la pista ben senyalitzada de l'esquerra, que mena al cap de 600 metres més a la masia i l'església.

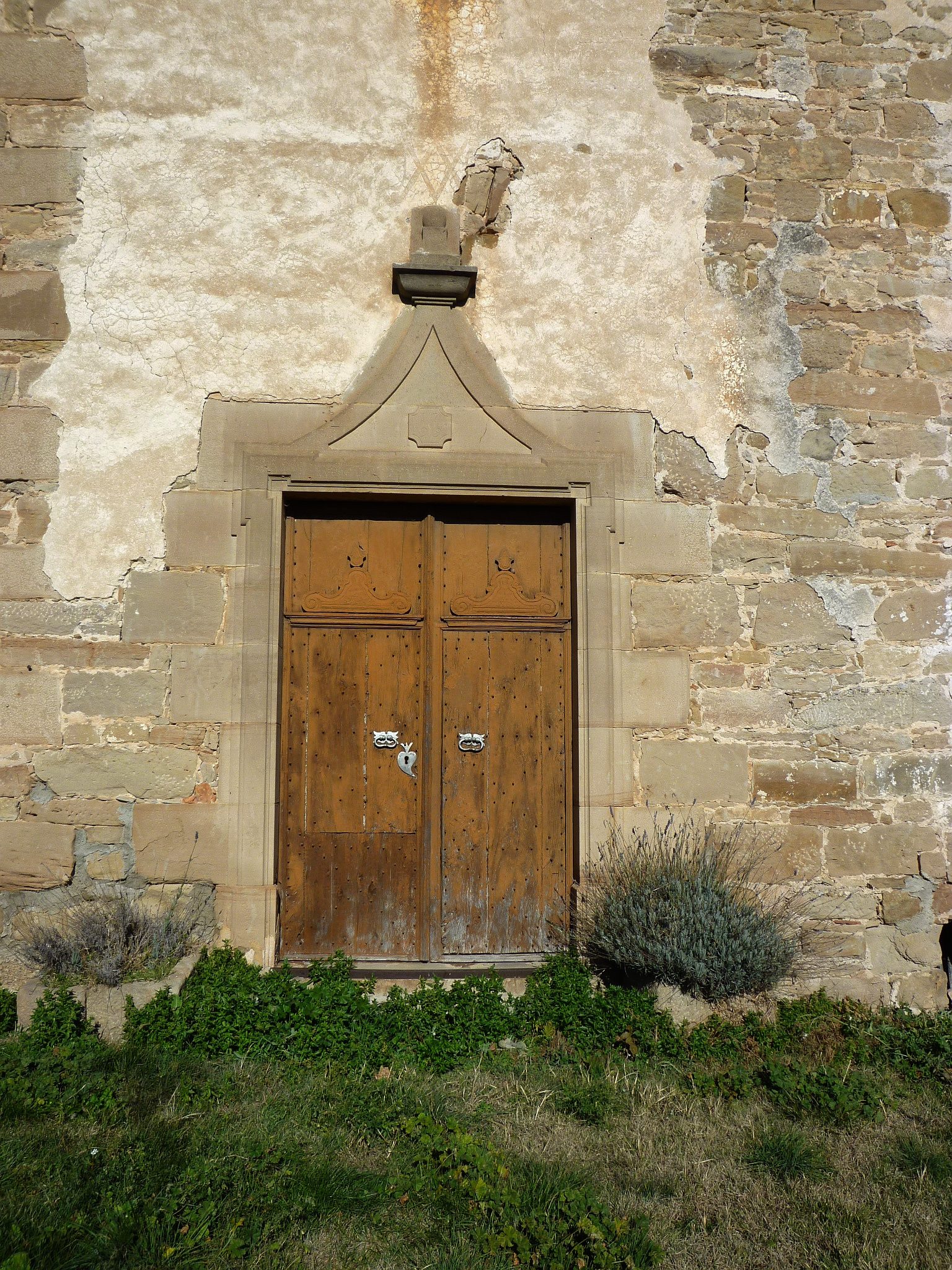
Portada

## Descripció
Santa Maria d'Ossea és una església d'una sola nau construïda l'any 1799. Actualment està sota l'advocació de la Mare de Déu dels Àngels.
És de planta rectangular amb teulada a dos vessants. Al costat, hi ha un esvelt campanar que a la part superior té una sèrie de finestrals d'arc de mig punt, per a les campanes. La porta orientada al sud, es troba en la façana principal i en la llinda hi ha la data, molt esborrada, amb un rosetó dalt. El tipus de construcció, és a partir d'un parament de pedres amb morter excepte a les cantonades i al marc de la porta, que són de pedra picada i escairades. No hi ha cap finestra.
A l'interior, hi ha un altar barroc-neoclàssic fet l'any 1799 i una talla moderna de Santa Maria.

### Notícies històriques
Aquesta església es va construir al damunt de l'antiga capella dedicada a Santa Maria, esmentada al segle xii. Va ser sufragània de l'església de Linya. La imatge romànica de la Verge va ser recollida pel bisbe de Vic, Dr. Morgades i portada al museu de la ciutat.
També s'esmenta al segle xii el castell d'Ossea (o d'Orsera), donat a l'església de Solsona per Pere Vilaró (1163) que possiblement, estava en el lloc que actualment ocupa la masia de Can Feliu.